# Конуш (Хасковська область)
Ко́нуш (болг. Конуш) — село в Хасковській області Болгарії. Входить до складу общини Хасково.

## Населення
За даними перепису населення 2011 року у селі проживали 695 осіб.
Національний склад населення села:
| Національність   | Кількість осіб | Відсоток |
| ---------------- | -------------- | -------- |
| болгари          | 444            | 64,2%    |
| цигани           | 241            | 34,8%    |
| турки            | 4              | 0,6%     |
| інша             | 0              | 0%       |
| не визначились   | 3              | 0,4%     |
| Всього відповіли | 692            |          |

Розподіл населення за віком у 2011 році:
Динаміка населення: